# Municipalità locale di Drakenstein
Drakenstein è una municipalità locale (in inglese Drakenstein Local Municipality) appartenente alla municipalità distrettuale di Cape Winelands  della provincia del Capo Occidentale in Sudafrica. 
In base al censimento del 2001 la sua popolazione è di 194.418 abitanti.
La sede amministrativa e legislativa è la città di Paarl e il suo territorio si estende su una superficie di 1.537 km² ed è suddiviso in 31 circoscrizioni elettorali (wards). Il suo codice di distretto è WC023.

## Geografia fisica

### Confini
La municipalità locale di Drakenstein confina a nord con quella di Bergrivier (West Coast), a est con quelle di Witzenberg e Breede Valley, a sud con quella di Stellenbosch, a ovest con quella di Swartland (West Coast) e con il municipio metropolitano di Città del Capo.

### Città e comuni
- Blouvlei
- Drommedaris
- Goedehoop
- Gouda
- Mbekweni
- Paarl
- Saron
- Simondium
- Soetendal
- Suider Paarl
- Victor Verster
- Voëlvlei
- Wellington

### Fiumi
- Berg

### Dighe
- Backsberg Top Dam
- Bethal Dam
- Ernitta Dam
- Lanquedoc Dam
- Mooikelder Dam
- Nantes Dam
- Patatskloof Dam
- Voelvlei Dam
- Wemmershoek Dam